# Активен въглен
Активният въглен е силно порьозен въглен, добит от дървени или костени въглища, при чиято обработка са отстранени въглеводородите и е увеличена способността за адсорбция.
В процеса на производство се отстраняват смолистите вещества, а като активатори се ползват вещества като ZnCl2 и K2S.
Специфичното при активния въглен е неправилната подредба на 6-атомните въглеродни пръстени, които могат да са свързани с различни свободни радикали, с водород, а в някои случаи и с кислород.
Абсорбиращите свойства на въглерода са предпоставка активният въглен да се използва при пречистването на въздуха (например във филтрите на противогазите), питейната вода и различни видове алкохол, за почистване на канализации, както и в медицината.
Активен въглен се продава в аптеките под формата на прах или таблетки. Прилага се в случаи на леки форми на диария, на отравяния и свръхдози, настъпили след прием през устата, тъй като спира абсорбцията на токсините от храносмилателно-чревния тракт. Противопоказно е приложението на активен въглен в случаи на погълната киселина, основа или петролен продукт.